# 小屋之畑站
小屋之畑站（日语：／ Koyanohata eki */?）是位於岩手縣八幡平市保戶坂，屬於東日本旅客鐵道（JR東日本）的花輪線車站。

## 歷史
- 1960年（昭和35年）12月1日：日本國有鐵道開設此站。當時車站位於二戶郡安代町（日语：安代町）。
- 1987年（昭和62年）4月1日：伴隨國鐵分割民營化，車站由東日本旅客鐵道（JR東日本）營運。
- 2018年（平成30年）6月1日：隨著大更站改為業務委託車站，此站改由盛岡站管理。

## 車站構造
本站是地面車站，設有1面1線的單式月台，月台上設有候車室。此站是由盛岡站管理的無人車站。

## 車站周邊
- 安比川（日语：安比川）
- 國道282號（日语：国道282号）
- 東北自動車道

## 相鄰車站
東日本旅客鐵道（JR東日本）
■花輪線
赤坂田－小屋之畑－荒屋新町

## 注腳
1. ↑  . JR東日本. 東日本旅客鐵道. 2020年11月14日  [2020年11月14日]. （原始内容存档于2020年11月14日） （日语）.

## 外部連結
- 車站資訊（小屋之畑）：東日本旅客鐵道（日語）